# Новий Двур (Лідзбарський повіт)
Новий Двур (пол. Nowy Dwór, нім. Neuhof bei Wormditt) — село в Польщі, у гміні Орнета Лідзбарського повіту Вармінсько-Мазурського воєводства.
Населення — 119 осіб (2011).
У 1975-1998 роках село належало до Ельблонзького воєводства.

## Демографія
Демографічна структура станом на 31 березня 2011 року:
|          | Загалом | Допрацездатний вік | Працездатний вік | Постпрацездатний вік |
| -------- | ------- | ------------------ | ---------------- | -------------------- |
| Чоловіки | 56      | 14                 | 36               | 6                    |
| Жінки    | 63      | 11                 | 39               | 13                   |
| Разом    | 119     | 25                 | 75               | 19                   |